# Estação Câmara de Gaia

A Estação Câmara de Gaia é operada pelo Metro do Porto. Ela está localizada no centro da cidade de Vila Nova de Gaia, e fica em frente da Câmara do mesmo município, em plena Avenida da República.